# Laurie Cunningham
Laurie Paul Cunningham (8 tháng 3 năm 1956 – 15 tháng 7 năm 1989) là một cố cầu thủ bóng đá người Anh chơi ở vị trí  tiền đạo cánh trái. Ông đã từng thi đấu nổi bật tại Anh, Tây Ban Nha và Pháp. Ngoài ra, ông cũng là cầu thủ người Anh đầu tiền thi đấu cho Real Madrid.
Cầu thủ này bắt đầu sự nghiệp với Leyton Orient, từng thi đấu tại West Brom, Real Madrid, Manchester United, Sporting de Gijón, Marseille, Leicester City,  Charleroi, Wimbledon và Rayo Vallecano, cũng là câu lạc bộ cuối cùng trong sự nghiệp của Laurie khi ông đã qua đời ở tuổi 33 vì một tai nạn xe hơi tại Madrid, Tây Ban Nha. Ông cũng là cầu thủ đầu tiên được hoan nghênh bởi các cổ động viên Barcelona ngay tại sân vận động Camp Nou trong trận cầu Siêu kinh điển năm 1980.
Ông được đánh giá là một "tài năng bị lãng quên" khi gần như cái tên của ông rất ít được truyền thông hay dư luận nhắc tới khi đặt lên bàn cân với những huyền thoại của Real Madrid khác như Steve McManaman, David Beckham hay Michael Owen.

## Thiếu thời
Sinh ra tại Archway, London, ông là con của một cựu vận động viên đua ngựa người Jamaica. Cunningham từng bị từ chối bởi Arsenal khi còn là một cậu nhóc, bởi ông không phù hợp với triết lý chơi bóng của Pháo thủ, trước khi gia nhập vào đội U18 của câu lạc bộ Leyton Orient dưới tư cách một cầu thủ trẻ.

## Sự nghiệp câu lạc bộ

### Leyton Orient
Với việc có niềm đam mê và năng khiếu vô cùng lớn với múa ba lê và nhảy, đôi chân của ông có lẽ có phần mềm dẻo hơn các cầu thủ khác, chính George Petchey - huấn luyện viên của Leyton Orient, ngay từ những buổi tập đầu tiên, đã không khỏi kinh ngạc với cái chân trái dẻo và đặc biệt nhanh của Laurie Cunningham. Ông đã chơi bóng tại đây 4 năm (1975–1979), có cho mình 15 bàn thắng sau 75 lần ra sân.

### West Bromwich Albion
Những pha nước rút thần tốc, khả năng xử lý bóng cực nhuyễn cùng cái chân tạt bóng siêu dẻo khiến West Brom không ngần ngại đưa Cunningham về để kết hợp hợp với Cyrille Regis và Brendon Batson - những cầu thủ da màu giống Cunningham - trở thành "bộ ba quyền lực" của The Baggies thời điểm đó.
Đây chính là lần thứ hai mà ba cầu thủ da màu được sử dụng trong đội hình một câu lạc bộ hàng đầu của bóng đá Anh (lần đầu việc này diễn ra là tại câu lạc bộ West Ham United vào tháng Tư năm 1972 khi đối đầu với Tottenham Hotspur.

### Real Madrid
Mùa hè năm 1979, người Anh vẫn còn chưa biết đến nhiều với bóng đá Tây Ban Nha bởi La Liga chẳng được chiếu trên TV ở xứ sở sương mù. Tuy nhiên, Cunningham lại khiến La Liga được người Anh quan tâm hơn cả.
Real Madrid khi đó đã mang về Cunningham từ  West Brom với giá 950 nghìn Bảng, một mức kỉ lực chuyển nhượng khi đó.
Tại đây, anh đã mang về cú đúp danh hiệu La Liga và  Cúp Nhà vua ngay trong mùa đầu tiên. Sau đó, anh lại tiếp tục mang về chức vô địch Cúp Nhà vua thứ hai liên tiếp về cho đội chủ sân Santiago Bernabéu. Thế nhưng vào mùa giải thứ ba, một chấn thương ngón chân cái đã đưa sự nghiệp của chàng cầu thủ này xuống "hố sâu" với triền miên các chấn thương sau đó.
Một trong những biệt danh của ông trong thời gian tại Real Madrid có thể nhắc đến như El Negro de Los Blancos ("Người đàn ông da đen trong màu áo trắng" hay "Ngọc đen"). Khi chơi bóng tại đây, Laurie Cunningham cũng là cầu thủ đầu tiên được khán giả Barcelona vỗ tay và hoan nghênh ở ngay sân vận động Camp Nou vào trận Siêu kinh điển Tây Ban Nha năm 1980 với màn trình diễn quá đỗi xuất sắc của mình.

### Bước sau của sự nghiệp
Laurie Cunningham bị đẩy đi theo dạng cho mượn tới Manchester United tại quê nhà Anh và  Sporting Gijon tại Tây Ban Nha vào hai năm 1983 và 1984.
Anh gia nhập  Marseille rồi sau đó lần lượt là Leicester City, Rayo Vallecano,  Charleroi.
Tiếp theo, tại  Wimbledon vào năm 1988, ông chính là một phần đóng góp cho chức vô địch Cúp FA chính năm đó trước  Liverpool.
Cuối cùng, anh kết thúc sự nghiệp với việc trở lại Rayo Vallecano.

## Sự nghiệp quốc tế
Vào ngày 27 tháng 4 năm 1977, Cunningham ra mắt  U-21 Anh trong trận giao hữu với Scotland tại Bramall Lane, và ghi bàn ngay trận đấu đó. Khi đó, ông được công nhận là cầu thủ da màu đầu tiên khoác áo đại diện cho bóng đá Anh dưới mọi cấp độ, nhưng sau đó, sự công nhận này bị bác bỏ khi thực chất Benjamin Odeje đã chơi cho đội tuyển bóng đá học đường Anh vào năm 1971.
Năm 1979, Cunningham ra mắt  đội tuyển Anh tại giải British Home Championship đối đầu với  đội tuyển xứ Wales. Cho dù chơi tuyệt hay khi giành được cú đúp quốc nội tại Real Madrid, Laurie không được huấn luyện viên Ron Greenwood triệu tập cho mùa  Euro 1980. Ông chỉ được gọi bởi Greenwood vào vòng loại FIFA World Cup 1982 đối đầu với tuyển Na Uy, nhưng chỉ đóng vai trò dự bị và không được sử dụng khi Anh thắng 4-0. Vào trận đấu vòng loại tiếp theo với tuyển Romania, ông được cho vào sân nhưng không thể giúp đội nhà tránh khỏi trận thua 2-1. Đây là lần thi đấu cuối cùng cho  tuyển Anh của ông.

## Đời tư
Trong bài viết đăng trên The Guardian vào tháng 2/2016, cây viết Richard Williams tiết lộ rằng Laurie Cunningham thích nhảy và thực sự có năng khiếu. Bạn gái lâu năm của ông, người đi theo từ Leyton Orient, West Brom cho đến Real Madrid sau này thậm chí còn chẳng biết người yêu của mình là cầu thủ bóng đá, vẫn cứ ngỡ đó là chàng vũ công cho đến khi nhìn thấy hình ảnh Cunningham mặc áo đấu trên TV.

## Qua đời
Laurie Cunningham qua đời vào ngày 15 tháng 7 năm 1989, hưởng thọ 33 tuổi, do một tai nạn giao thông nghiêm trọng tại ngoại ô thủ đô Madrid, Tây Ban Nha.
Sau vụ tai nạn, ông đã được kéo ra khỏi đống đổ nát bởi cảnh sát giao thông để đưa đến bệnh viện gần nhất cách vụ tai nạn khoảng 1 dặm. Tuy nhiên, ông đã trút hơi thở cuối cùng trên đường tới bệnh viện đó.
Sau khi qua đời, ông được tri ân tại quê nhà, và các câu lạc bộ ông từng thi đấu. Đáng chú ý, tại câu lạc bộ ông gắn bó thời niên thiếu, Leyton Orient, cũng có một tấm bảng sứ hình tròn nhằm tri ân Cunningham.

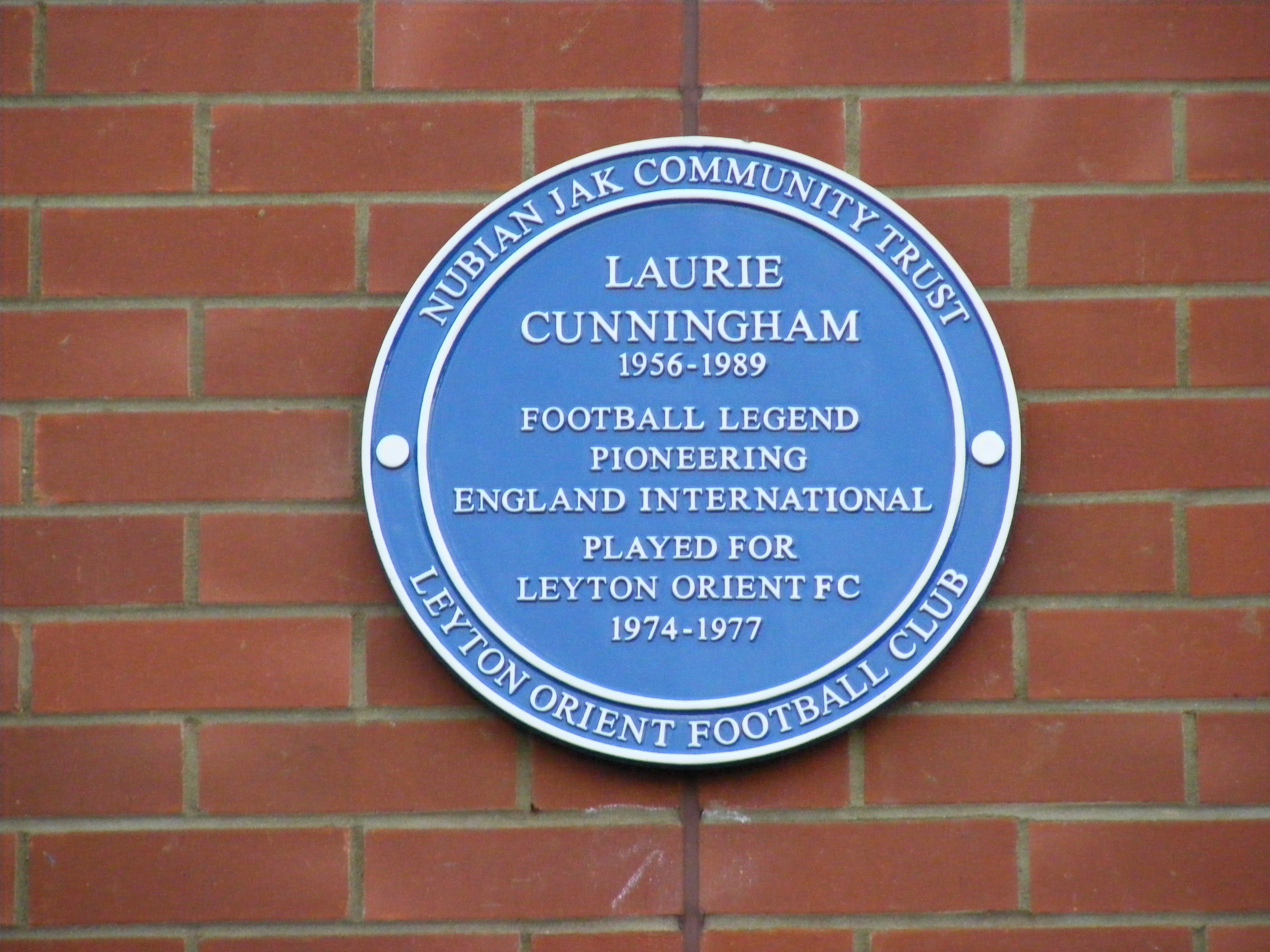
Tấm bảng tri ân Laurie Cunningham của câu lạc bộ Leyton Orient

## Tầm ảnh hưởng
Ông là một trong những cầu thủ da màu tiên phong trong bộ môn  túc cầu, được tri ân bởi dự án Kick it Out - một dự án chống lại phân biệt chủng tộc trong môn thể thao vua.
Tại nhiều khu vực ở nước Anh, Cunningham là một nguồn động lực to lớn cho cầu thủ trẻ, ông chính là người mở cửa cho thế hệ cầu thủ da màu trẻ, thay đổi tư duy của họ, và giúp cho họ thi đấu và toả sáng tại những sân khấu túc cầu bậc nhất thế giới.

### Những lời khen ngợi
"Khi tôi còn chơi bóng trên mặt cỏ ở sân vườn nhà mình, ông ấy là mẫu cầu thủ mà tôi muốn hướng tới"
- Ian Wright
"Ông ấy luôn làm những điều phi thường, tất cả chỉ biết kinh ngạc rồi thốt lên wow"
- Les Ferdinand
"Ông ấy có thể chạy trên tuyết mà chẳng để lại dấu chân"
- Ron Atkinson